# CITV
Pour la station de télévision à Edmonton, Canada, voir CITV-DT.
CITV (Children's Independent Television) est une chaîne de télévision britannique pour les enfants, qui est diffusée depuis 2006. La chaîne a été fermée le 1er septembre 2023 avec des publicités et des promotions indiquant que les programmes de la chaîne peuvent être regardés sur le service de streaming payant ITVX dans la section ITVX Kids.

## Historique de la chaîne
Au départ, il s'agissait d'un bloc de programmation pour enfants diffusé depuis 1983 sur ITV. C'est depuis le 11 mars 2006 qu'elle devient une chaîne de télévision à part entière.
Le 22 juillet 2023, ITV a lancé une nouvelle section pour enfants sur le service de streaming ITVX, appelé ITVX Kids, qui devrait remplacer à terme la chaîne CITV.
Le 1er septembre 2023, la chaîne a cessé d'émettre avec une boucle informant les téléspectateurs du passage à ITVX.

### Identité visuelle (logo)

2003-2006
2005-2009
2009-2013
2013-present